# Ja, és még valami…
A Ja, és még valami… (And Another Thing…) Eoin Colfer sci-fi regénye, mely Douglas Adams Galaxis útikalauz stopposoknak című ötrészes sci-fi „trilógiájának” hatodik részeként készült. A regény 2009. október 12-én jelent meg az Egyesült Királyságban a Penguin Books, az Egyesült Államokban a Hyperion kiadásában, Magyarországon 2010-ben adta ki a GABO kiadó.

## Háttér
Szívroham miatt bekövetkezett halálát megelőzően Adams még fontolgatta a Galaxis útikalauz-sorozat hatodik részének megírását. Harmadik Dirk Gently-regényén dolgozott éppen A kétség lazaca munkacímmel, de úgy érezte, a könyv nem elég jó, és félretette. Egy interjúban azt nyilatkozta, a könyv egyes ötletei jobban illenének az Útikalauz-sorozatba, és hogy azon ötleteket inkább át kéne dolgoznia egy hatodik Útikalauz-résszé. 
A Jobbára ártalmatlan című ötödik könyv „nagyon barátságtalan (zord)” és „szeretne az Útikalauznak egy némiképp vidámabb” befejezést. Adams azt is megjegyezte, hogy ha megírná a hatodik részt, ugyanarról a helyről folytatná a szereplők történetét, ahol az ötödik részben abbahagyta. Douglas Adams halála után az író özvegye, Jane Belson Eoin Colfernek adott engedélyt, hogy megírja a Galaxis útikalauz-sorozat folytatását. Nyilatkozata szerint nem tudott megfelelőbb személyt elképzelni a folytatás megírására. Colfer, amikor végül is megírta a hatodik részt, ezt az utóbbi koncepciót követte, és A kétség lazaca alapötleteit nem hasznosította.
A hatodik részt 2008. szeptember 16-án jelentették be. Colfer arról beszélt, hogy gyalázatos dolog, hogy más író folytatja a sorozatot, ám remek lehetőségnek látta, hogy a könyvben azokkal a szereplőkkel dolgozhat, akiket gyermekkora óta szeretett, és – míg igyekszik megtartani Adams szellemiségét – a saját „hangját” is hozzáadhatja a történethez.
Amikor a BBC Radio 4 The Today Programme című műsorában bejelentették a hatodik részt, a rádiójátékban és a televíziós sorozatban Arthur Dentet alakító Simon Jones szereplésével egy rövid jelenetet sugároztak. Ebben Arthur dühös volt annak hírére, hogy „visszahozták őt a halálból.”

## Cselekmény
A könyv története ott kezdődik, ahol a Jobbára ártalmatlan eseményei zárultak, és a vogonok halálsugara ismét elpusztította a Földet. A szereplők felébrednek egy virtuális valóságból, Zaphod mentette meg őket nem sokkal haláluk előtt, de a halálsugarat nem sikerült kikerülniük. Wowbagger, a Végtelenül Meghosszabbított menti meg őket, és megállapodnak, hogy segítenek neki végre meghalni. Zaphod Asgardra utazik, hogy Thor segítségét kérje ehhez. Ezalatt a vogonok a Nano bolygó felé tartanak, ahol a Föld-lakók egy kolóniája még életben van. Arthurék is oda indulnak, hogy megállítsák őket, útközben pedig Trillian és Wowbagger egymásba szeretnek, ami viszont megkérdőjelezi, hogy Wowbagger tényleg meg akar-e halni. Vakta segítségével Thor majdnem megöli őt, de végül is csak a halhatatlanságát veszti el, és összeházasodnak Trilliannel.
Thor megállítja az első vogon támadást, és meghal. Prostatikus Vogon Jeltz fia, Konstans Mown meggyőzi apját, hogy a Nano lakói nem földiek, ezért a parancsukkal ellentétes lenne megölni őket. A történet végéhez közeledve Arthur Vaktának keres egy lehetséges világegyetemet, amikor egy hiperűrugrás során alternatív valóságokon ugrik keresztül, közben találkozik Fenchurchcsel és végre oda kerül, ahol lenni szeretne. A vogonok pedig ismét felbukkannak…

## Fogadtatás
A hatodik rész megszületése a rajongók körében vegyes érdeklődésre talált. Egyeseknek tetszett, hogy van folytatás, mások pedig „szentségtörésnek” vélték, hogy Adams helyett valaki más írta a folytatást. A Waterstones sci-fi vásárlója, Michael Rowley szerint Colfer és a Galaxis útikalauz találkozása egy lelkesítő kombináció, bár számos rajongó sajnálta, hogy egy teljesen egyedülálló sorozat miért nem maradhat érintetlen, és remélték, hogy Colfer nem teszi teljesen tönkre a sorozatot.

## Magyar kiadás
- Ja, és még valami... Douglas Adams Galaxis útikalauz stopposoknak trilógiájának hatodik része; fordította: Pék Zoltán; Gabo, Budapest, 2010

Az ekultura.hu kritikájában dicséri a folytatást. A cikkíró szerint Colfer megfelelően követi Adams stílusát, kiegészítve azt a sajátjával. A regény szórakoztató, számtalan poénnal tarkított, és az események a folytatás lehetőségét is lehetővé teszik.

## Rádiójáték
2009-ben Penny Leicester készítette el a rádiójáték változatot tíz részben. Az eddigi epizódoktól eltérően, melyeknek nem volt sajátos címük, csak Fit the First, Fit the Second, Leicester ezúttal mind a tíz résznek egyedi címet adott.

## Előzmények – Douglas Adams regényei
- Galaxis útikalauz stopposoknak (1. rész)
- Vendéglő a világ végén (2. rész)
- Az élet, a világmindenség, meg minden (3. rész)
- Viszlát, és kösz a halakat! (4. rész)
- Jobbára ártalmatlan (5. rész)